# 簡訊
短信息服務（英語：Short Message Service，縮寫：SMS；有時也稱為信息、簡訊、短信息、短消息、文字訊息，此服務亦有許多英語的俗稱如SMSes、text messages、messages或甚至於texts和txts）是行動電話服務的一種。簡訊服務最早是在GSM系統手機上引入的，現在幾乎在任何手機系統上都能通用，如4G手機。

## 技術
短信技術最早是在1991年開始應用於歐洲GSM系統，GSM协议03.40定义的是点对点的方式，是用户最常使用的方式。GSM协议03.41定义的是小区广播短信服务（Cell-Broadcast；SMS-CB），也叫簡訊廣播服務，讓發訊息者（個人用戶、企業、廣告商等）能夠對同一个蜂窝小区内的多人以广播方式發送短信，这样當手機持有人進入这样的小区時，就能收到小区广播短信。
一則短信能夠容納140字節，也就是約160個7位元的字元、或是140個8-bit的字元，中文字、韓文字與日文字這些占2-byte的字元則可容納70個。（使用Unicode系統）。這些不包括額外的系統資訊。较新的智能手机能收发远超140字节的短信，原理是将一条长短信拆分为多条普通短信进行传输，接收端再进行合并，也正因此，一条长短信的费用会相当于多条普通短信的费用。

## 歷史
1992年12月，22岁的沃达丰公司工程师尼尔·帕帕沃给他的同事通信总监理查德·贾维斯發送了世界上第一条短信。这条信息內容是15个字符“圣诞快乐”(MERRY CHRISTMAS，該短信後來於2021年12月以10万7000欧元在拍賣會上成交)。在2004年估計全球一年寄送約有5000億則簡訊（幾乎是每1人就可能送出100則簡訊）。在2001年，已有250億簡訊被傳送，而2000年時僅有17億，成長相當快速。據統計，在亞洲、澳洲和歐洲、簡訊服務特別受到歡迎，英語中甚至還發展出新的動詞詞彙“texting”（意謂著只用簡訊來溝通的使用者）。在中國大陆，短信替電信業者帶來了最多的利潤，2005年仅中国移动用户就发送了超過3000億則簡訊。
2009年之後，智慧型手機興起，由於可自行安裝應用程式，因此通訊軟體如Line、WeChat、whatsapp等開始大行其道，由於透過通訊軟體傳送訊息大多免費，甚至也可免費傳送貼圖、照片或檔案等，因此簡訊的發送量有逐年下滑的趨勢。相較於個人簡訊發送量的衰減，企業或應用程式的簡訊發送量卻逐步增加，其中金融和保險佔大宗。自2014年以來，A2P簡訊每年增長20％；2014年以前還不到1000億則，到2018年達到2100億則簡訊，預計2019年將達到2650億則。

### 最常寄發簡訊的族群
喜愛簡訊服務的族群有相當一部份是都會區中的年輕人，電信業者也對他們提供特別便宜的簡訊收費方案，例如在澳大利亚，每一則簡訊僅要0.2到0.25元澳幣，但語音信箱的收費一次卻要0.4元澳幣起跳到每分鐘2元澳幣。
最常寄發簡訊的族群可能在南亞和东亚，新加坡的電信業者提供了每個月免費簡訊的數量，一個用戶可達上百則，就算超過這個免費的數量，一則簡訊也只花費新幣0.05到0.07元。在菲律賓的收費差不多也在這個範圍，據統計，2003年菲律賓人寄送簡訊的數量是一個人2300則簡訊，使得菲律賓變成世界上最盛行簡訊服務的國家。
在香港，大多數服務業者針對同屬於一個服務業者（俗稱“網內”）的月費計劃客戶，提供了網內免費簡訊互傳的優惠（按照公平使用政策，通常限定為每月最多10,000個免費簡訊），另外也提供了相宜的價格給傳送簡訊給另一業者客戶，從此香港的短訊應用發展開始追上其他國家和地區。不過，由於香港人講求效率的生活模式，而且香港的流動電話語音通話收費非常便宜（月費計劃每分鐘約港幣約0.03元至0.07元不等，儲值卡每分鐘港幣約0.05元至0.25元不等；語音通話收費不區分“網內”或“網外”），加上香港的固定電話通話實行包月制，低廉的語音通話價格，相比昂貴的網外簡訊收費（通常是每個簡訊港幣0.50至0.70元），因此在香港語音通話比簡訊更普遍和受歡迎。
歐洲是僅次於亞洲盛行簡訊的地區，2003年，西班牙人一人每月大約寄發50則簡訊，義大利、德國和英國地區的用戶一人每月大約寄發35到40則簡訊，在這些國家一則簡訊的費用依月租費方案不同，約在5到25¢之間。法國用戶較不常用簡訊，一人一個月約寄發20則而已。在使用同樣GSM系統下，法國用戶少用簡訊的原因可能是電信業者Orange與法國電信獨大，無促銷競爭影響而導致簡訊費用不廉價。不過電信業的分析師同時認為法國文化有很大的影響，簡訊是為了快速簡短的溝通，和法國傳統冗長緩慢的溝通步調十分不同。
在美國，簡訊服務相較之下十分受到限制，一則簡訊通常收費0.05美金（許多電信商僅提供用戶一個月有限數量的低價簡訊），2003年的統計是，美國人一個月寄發的簡訊只有13則，原因可能有許多種。例如用戶享有的是“無限網內通話”、“特價時段通話免錢”等促銷方案，而非“免費簡訊500則”的促銷。此外、亦有“Walkie talkie”類似無線對講機的特別服務。而且不同電信業者彼此能夠互通簡訊也才是最近的技術改進，這還需要靠使用者自願申請才行（opt-in service）。目前美國較新的簡訊文化是一些電視節目開放了簡訊投票服務，這是由AT&T電信商率先開啟的方案，在選拔新興歌手的歌唱比賽節目《美國偶像》裡就可以用簡訊投票。

### 簡訊投票應用
在簡訊投票應用中，有一些值得提起的獨特現象，在北歐國家芬蘭，某些電視頻道提供了簡訊聊天（SMS Chat）服務，由節目小組傳簡訊給多個使用者，並在電視上播報他們回傳的簡訊，如此可避免過去觀眾在回函中夾寄危險物品給電視台的狀況。這種新的模式也影響了遊戲娛樂業，包括策略與謎語遊戲、或是養成遊戲都開始應用簡訊來做更多互動的變化，每則簡訊多半要0.5到0.56歐元，一個遊戲的破關可能需要上百則簡訊。2003年12月，芬蘭電視頻道MTV3創造了一個僅活在簡訊空間當中的聖誕老人，你可以送簡訊給他並得到回覆。有些消費者破解了這個聖誕老人系統，發現他對某些獨特的字會做固定的回覆。而在深夜頻道也有簡訊的應用，《沙灘排球》Beach Volley節目就提供了穿比基尼泳裝的美女依簡訊指示來發球與阻球。2004年3月12日，芬蘭開創了第一個全互動的電視節目《VIISI》。

## 簡訊文字

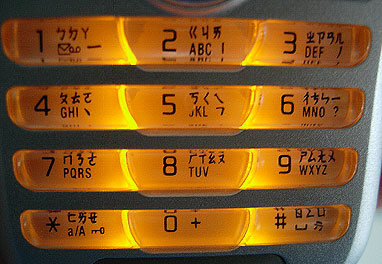
台灣的手機簡訊有三種不同的鍵盤指示：字母、注音和筆劃

因為簡訊有限的文字長度，所以簡訊的寫作中有相當多由使用者自創的縮寫，如在英文中用同音的4（音唸four）來代替“for/fore”，亦有不少的省略字，如txt msg就是text message的省略字。而遇到特殊難輸的希臘字母或西里爾字母，則用英文字母來取代。
在中文寫作上，也有特別的短語和用數字來代表同音義詞語的現象，如520在中文當中唸起來很像“我愛你”，遂演變為“我愛你”的短語。其中有不少都與網路語言相通。
聯想字模式（T9模式）是一種能夠自動猜測接下來要輸入詞語的簡訊寫作模式，節省了輸入的時間，對某些用慣簡訊短語的使用者，會自動拼完整個字的聯想字系統反而造成許多不便，但對某些剛開始使用簡訊的人來說，聯想字系統內建的字庫也有許多便利性，不過再怎麼樣，聯想字模式都難以避免的使簡訊過長，使用者往往得分做兩則簡訊寄送。

## 安全性

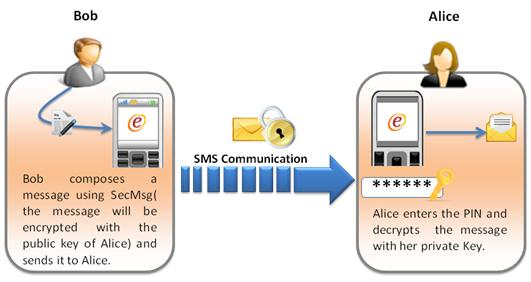
帶有加密功能的簡訊

常用的GSM标准所使用的加密算法的安全性越来越受到人们的质疑，短信的安全性今天已被证明是不堪一击的。通过暴力破解可以在2的32次方时间内解出短信的具体内容。因此任何被认为是应当保密的信息都不应使用GSM短信息传输。通过强加密的CDMA标准往往被用在上述保密信息的传输上。
另一種安全隱憂則是惡意簡訊，亦即帶有特殊文字引發手機當機、或帶有惡意連結引誘使用者點擊後，會下載病毒等惡意程式。

## 創新
一些新的簡訊服務能夠針對大眾媒體所發來的簡訊，提供動畫式的簡訊提醒，如新聞、天氣、 短信笑话、財經訊息、體育動態和其他資訊等。
在真實世界中，簡訊也可用來買飲料，某些飲料販賣機有新的感應裝置，要求客戶送簡訊給機器，以代表購買，飲料的費用則會加入電話帳單當中。
某些廠牌的手機系統容許使用者收及寫較長的簡訊（比上面說的規格限制要再長），這是因為簡訊可以使用編碼連在一起，讓它看起來是比較長的，但並不代表長簡訊也只收一則簡訊的錢，事實上，在傳送時，依然是分成多則簡訊傳送的。
某些電信業最近開始提供了“特級簡訊價”（Premium rate short messages），在稍高的費率與利益共享原則下，讓企業主用簡訊進行客戶收款。此服務日漸受到歡迎，不過特級簡訊價並沒有廣為宣傳，所以也造成了一些問題。
此外，針對電信業者常發的垃圾簡訊，手機用戶也發起了一些活動拒絕垃圾簡訊，根據2003年的報導，主要的垃圾簡訊發送者還沒受到影響，目前消費者報導雜誌有定期在追蹤垃圾簡訊傳送者。
台灣電信業龍頭中華電信提供了使用簡訊聯繫客服中心的服務廣受好評，只要將問題編輯成簡訊發送到“800”，即可以簡訊方式收到回覆，在不方便撥打電話時可得到立即的服務，同時也照顧到瘖啞人士的權益，可說是最具創意的客戶服務管道。

## 影響
簡訊也影響了社會文化和一些政治活動，例如：
- 2001年1月：菲律賓總統约瑟夫·埃斯特拉达涉入貪污的醜聞，並動用權力阻撓調查，民眾在氣憤之下，利用簡訊連鎖互傳（chain letter），組成了遊行隊伍抗議，最後總統被迫下台。
- 2001年7月，馬來西亞政府官員公開表示伊斯蘭教的離婚儀式（必須成功的說出塔拉克，即“我要跟你離婚”三次），如果使用簡訊來傳遞是無效的。
- 2003年，美國、歐洲等地開始出現名為的群族，成員通過簡訊或互聯網、一傳十、十傳百的約定好在大型公眾場所做出莫名其妙的行為，例如集體去某百貨公司跳舞、去火車站跺腳，行動完成後則若無其事般離去。亞洲也曾出現類似現象，香港的快閃族就曾於銅鑼灣時代廣場集體揮動紙巾。
- 2004年，菲律賓總統大選，簡訊變成了政治競爭的熱門工具，特別用來反對現任的總統，還有競爭者費藍道（Fernando Poe, Jr）。
- 2004年6月，一位英國龐克搖滾的歌迷，因寄送冲撞乐队的Tommy Gun歌詞簡訊而被警方盤查，該歌詞因疑似買賣槍枝與恐怖活動的通知而受到警方注意。

两个德国公司正在开发的一种技术，可以通过在芯片中携带预先制定好的气味，向对方发送可以发出气味的短信。

## 參看
- MMS
- 速記
- 即時通訊軟件列表
- 992 (緊急短訊求助)

## 外部連結
- GSM World網站, 什麼是SMS? - 英文
- 网信365, 短信平台 - 移动时代的营销利器 （页面存档备份，存于）
- ipipi.com: 青少年之間的SMS文化 - 英文
- 手机短信为何限定160个字符  （页面存档备份，存于）
- SMS.AC免費送簡訊，有詐！ （页面存档备份，存于）
- 互動科技，全民擁戴萬人迷！
- 在线接收短信 （页面存档备份，存于）